# Grand Prix Pino Cerami 1967
Il Grand Prix Pino Cerami 1967, quarta edizione della corsa, si svolse il 13 aprile su un percorso di 214 km, con partenza e arrivo a Wasmuel. Fu vinto dal belga Willy Planckaert davanti all'italiano Carmine Preziosi e al belga Willy Monty.

## Ordine d'arrivo (Top 10)
| Pos. | Corridore              | Squadra                  | Tempo    |
| ---- | ---------------------- | ------------------------ | -------- |
| 1    | Willy Planckaert       | Belgio                   | 5h26'00" |
| 2    | Carmine Preziosi       | Molteni                  | a 1'00"  |
| 3    | Willy Monty            | Belgio                   | s.t.     |
| 4    | Willy Bocklant         | Flandria-De Clercq       | s.t.     |
| 5    | Georges Van Den Berghe | Belgio                   | s.t.     |
| 6    | André Planckaert       | Flandria-De Clercq       | s.t.     |
| 7    | Frans Brands           | Belgio                   | s.t.     |
| 8    | Martin Van Den Bossche | Belgio                   | s.t.     |
| 9    | Wim de Jager           | Romeo-Smiths-Plume Sport | s.t.     |
| 10   | Noël Foré              | Goldor-Gerka             | s.t.     |